# F7F虎猫战斗机
F7F虎猫战斗机（英語：F7F Tigercat）是一种美國海軍和美国海军陆战队曾经装备使用的重型战斗机。F7F是美国海军使用的第一种双发战斗机，在二战后期列装部队。因为服役时间较晚，F7F错过了二战战事。朝鲜战争期间，美军曾将F7F用作夜间战斗机以及攻击机。该型战机最终于1954年退役。
设计之初，F7F的指標被設計為能夠在同時期服役的中途岛级航母上起降，不过前期型的虎貓出於起降安全性考量，仍都配置於陸基單位操作。由於該機体积较大，也使得虎貓難以在较旧型的航母或是甲板较窄的航母上操作，只有一种晚期的衍生型F7F-4N具有完整的航母起降能力。

## 设计与研发
在F7F之前，格鲁曼曾研发过两款“护航战斗机”，XP-50以及后继的XP-65。不过在1943年，因为F7F的原型机更受青睐，XP-65项目最终下马。F7F原型机的设计合约于1941年6月30日签定，格鲁曼志在将这种战斗机设计成比当时所有战斗机表现更优秀、火力更强的型号。同时，格鲁曼也预备让这种战斗机具有一定的对地攻击能力。F7F的武装由四门20毫米机炮以及四挺12.7毫米机枪组成，同时在机身以及翼下设置了航空炸弹和鱼雷的挂载点。该机机动性的表现同样符合设计方的预期，是当时机动性最好的活塞战斗机之一。在海平面，虎猫的最高时速比F6F地狱猫快大约71英里每小時（114每小時）美国海军首席试飞员弗雷德里克·M·特拉普内尔曾评论道：“这（指F7F虎猫）是我飞过最棒的战斗机。”。F7F最初计划命名为“雄猫”（Tomcat），但被美国海军航空署以该名暗示性过强为由驳回，改用现名。25年后，“雄猫”被格鲁曼公司用在了新型F-14战斗机上。

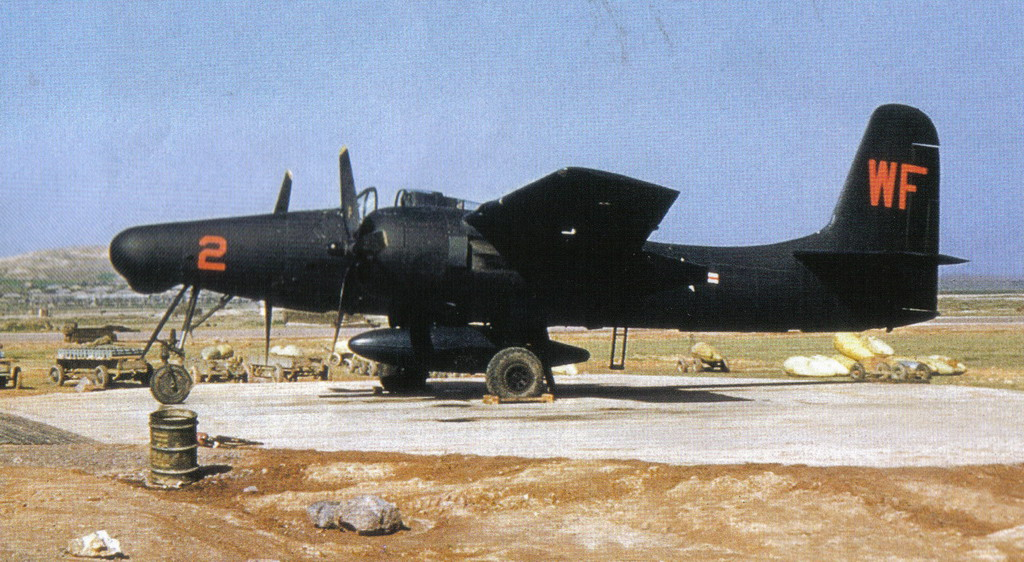
朝鲜战争中的一架F7F-3N。于1952年摄于朝鲜半岛元山市

由于对性能以及火力的追求，F7F的自重较大且降落空速偏高。但该机起初无法顺利上舰的真正原因在于单发飞行时恶劣的纵向稳定性以及着舰钩的设计缺陷，首批飞机只得加装APS-6雷达，交给海军陆战队充当夜间战斗机在陆基机场使用。最早期的F7F-1N是单座战斗机，但从第34架开始，增加了一个雷达操作员的座位。双座型的虎猫称F7F-2N。
F7F的下一个生产型号F7F-3在设计上进行了一些改进，旨在使F7F具有航母起降能力。F7F-3曾在香格里拉號航空母艦上进行起降试验。在一次硬着陆中，测试机机翼发生破损，结果未能顺利通过上舰试验。一部分F7F-3用作日间战斗机，另有部分用作夜间战斗机和侦察机。
虎猫的最终生产型F7F-4N进行了许多改进，使机体强度和稳定性都得到增强。F7F-4N具有在航母上起降的能力，但该型一共只生产了12架。

## 服役记录
首批F7F-1于1944年4月列装海军陆战队战斗机中队，直到二戰結束所有中队都在本土进行换装训练，无一派往海外执行战斗任务。改良型号F7F-2及F7F-3分别于1944年11月和1945年3月开始进入陆战队现役，但同样错过了二战。美国海军陆战队的VMF(N)-513飞行中队曾在朝鲜战争早期阶段使用F7F-3N，负责在夜间进行拦截以及进行空战。该中队曾击落两架玻-2双翼机。这是F7F虎猫唯一的实战记录。
大部分的F7F-2N都改装成用于作战训练的无人驾驶飞机。因为加装了无人机控制器，这些飞机的机舱后部加装了一个泡型艙罩。另外，一架用于飞行员过渡的F7F-2D也有一个后滑式的泡型艙罩。
1945年，英国对两架F7F虎猫进行了评估（它们得到了英国的军用飞机编号TT346和TT349），但英国皇家海军最后因决定采购德哈维兰生产的海黄蜂舰载战斗机而未购买F7F虎猫。

## 衍生型

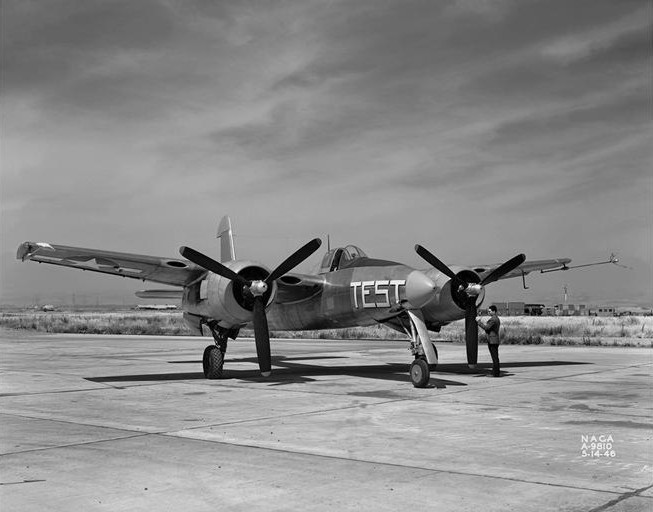
第二架XF7F-1，摄于1946年

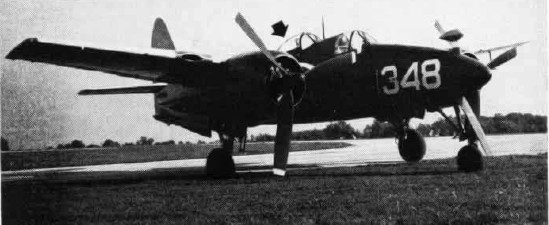
一架F7F-2D无人机，使用F8F战斗机的挡风玻璃

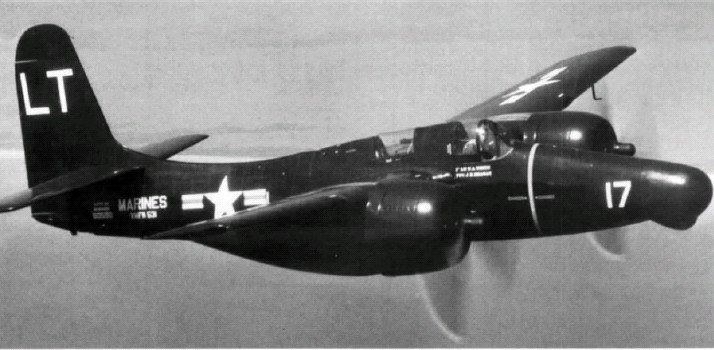
一架由VMF(N)-513中队使用的F7F-3N夜间战斗机，摄于1950年4月

XP-65
同类的设计方案，因F7F原型机性能更优而下马。
XF7F-1
原型机，一共生产了2架。
F7F-1
第一种量产型的F7F虎猫，使用两台普惠R-2800-22W 双黄蜂发动机，共生产34架。
F7F-1N
加装APS-6雷达的型号。
XF7F-2N
夜间战斗机型号的原型机，生产了1架。
F7F-2N
为雷达操作员增加了一个座位，共生产65架。
F7F-2D
改装为无人机的F7F-2N，在座舱后部安装有F8F战斗机的挡风玻璃。
F7F-3
单座型，使用两台普惠R-2800-34W 双黄蜂发动机。为增强高空稳定性，增大了尾翼。共生产189架。
F7F-3N
双座型，共生产60架。
F7F-3E
电子作战飞机型。
F7F-3P
侦察机型。
F7F-4N Tigercat
双座型夜间战斗机，具有航母起降能力，装备了着舰钩等设备，共生产13架。

## 退役及收藏

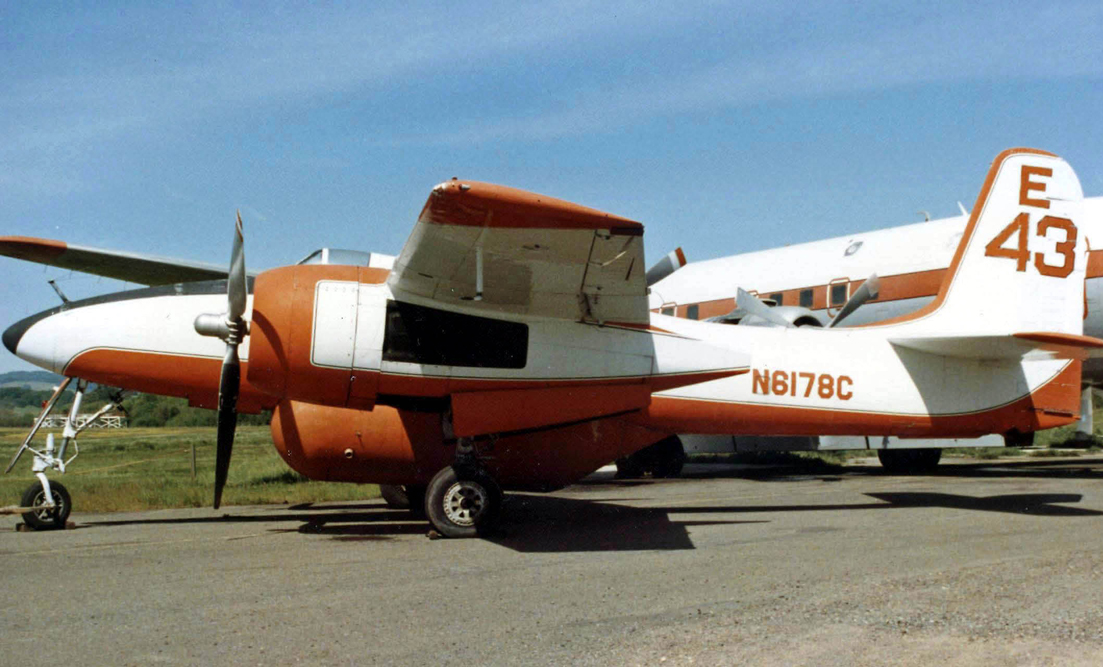
用作空中消防的F7F虎猫

从1949年开始，F7F虎猫陆续进入被称为“飞机坟场”的亚利桑那州凤凰城固特异机场。大部分F7F虎猫都报废拆解，少部分得到保留，成为展品或用作他途。在20世纪60年代到70年代，F7F虎猫曾被美国空中消防装上喷水装置，用于扑灭山火。加州圣罗莎的一家航空服务公司曾购入过一架F7F-3N加油机。这架加油机在20世纪80年代后期退役。北美的一些博物馆和私人收藏家收藏有一些F7F虎猫，其中一部分仍具有飞行能力。

## 技术参数（F7F-4N）

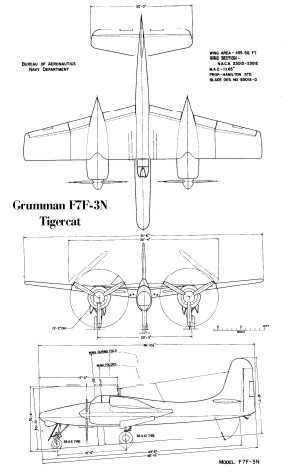
F7F-3N的三视图

参考资料：Jane's Fighting Aircraft of World War II
基本信息
- 机组：2人（飞行员、雷达操作员）

性能
武器

- 機槍：

  - 4门20毫米AN/M3机炮（英语：Hispano-Suiza HS.404）（每门配备200发弹药）
  - 4挺12.7毫米勃朗宁M2重机枪（每挺配备400发弹药）
- 炸彈：

  - 2枚1000磅（454千克）航空炸弹，挂在机翼下方或
  - 1枚鱼雷，挂在机身下方

航電

- AN/APS-19雷达